# Сражение у Эхинадских островов
Сражение у Эхинадских островов — морское сражение, которое произошло в 1427 году между флотами Византийской империи и Карло I Токко, царя Эпира и графа Кефалинии и Закинфа близ Эхинадских островов в Ионическом море и завершилось победой византийцев.
Это сражение положило конец экспансионистским амбициям Токко в регионе и привело к объединению Пелопоннеса под властью Морейского деспотата Византии. Считается последней победой в истории византийского флота.

## Предпосылки
В начале XV века полуостров Пелопоннес был поделён между Византийской империей (южная и восточная части), латинским княжеством Ахея (северная и западная части) и Венецианской республикой (города Аргос, Нафплион, Метони и Корони). Этолия, расположенная на северо-западе полуострова, принадлежала Карло I Токко, царю Эпира и графу Кефалинии и Закинфа. Византийцы стремились расширить свои владения за счёт слабеющей Ахеи, но в то же время им самим угрожала растущая Османская империя. Карло Токко также интересовался землями Ахеи. В частности, он купил у Оливерио Франко в 1421 году крепость Кларенца, захваченную им у ахейцев тремя годами ранее.
В феврале 1423 года при посредничестве венецианцев, надеявшихся на объединение сил всех сторон против османов, было достигнуто шаткое перемирие между Токко, византийцами и ахейцами. Однако, несмотря на это, Византия продолжила свои рейды на владения Ахеи и Венеции. Окончательно это перемирие было разорвано в 1426 году, когда подданные Токко атаковали и ограбили албанских пастухов, шедших в Элиду с территории Византии.

## Сражение
Император Иоанн VIII Палеолог лично прибыл на Пелопоннес и византийцы начали осаду с моря и с суши принадлежащей Токко Гларенцы. Токко в свою очередь собрал корабли со всех своих владений, нанял несколько судов в Марселе и передал командование флотилией своему незаконнорожденному сыну Турно. Во главе византийского флота встал Димитрий Ласкарис Леонтарис.
Обе флотилии встретились у Эхинадских островов, близ Итаки. В последовавшем сражении византийцы одержали решительную победу: большинство кораблей Токко было уничтожено или захвачено, перебито множество людей, а свыше 150 человек было взято в плен. Сам Турно едва избежал пленения. Основным источником информации о сражении является панегирик Мануила II и его сына Иоанна VIII.

## Последствия
Это поражение вынудило Карло Токко отказаться от своих амбиций на Пелопоннесе, а также от Элиды и наследственных прав на Коринф и Мегары. Соглашение было подкреплено свадьбой его племянницы, Маддалены Токко, и младшего брата византийского императора — Константина Палеолога. Таким образом под властью Византии оказалась значительная часть Пелопоннеса — независимыми от неё оставались только Ахейское княжество и несколько венецианских крепостей.